# ECE Bulls Kapfenberg
El ECE Bulls Kapfenberg es un club austríaco de baloncesto profesional de la ciudad de Kapfenberg que compite en la Österreichische Basketball Bundesliga, la máxima categoría del baloncesto en Austria y en la tercera competición europea, la FIBA European Cup. Disputa sus encuentros como local en el Sporthalle Walfersam, con capacidad para 1000 espectadores.

## Nombres
- Goldene Seiten (hasta 2001)
- Montan (2001-2003)
- Superfund Bulls (2003-2007)
- Bulls (2007-2010)
- ECE Bulls Kapfenberg (2010-)

## Temporada a temporada
| Temporada | Nivel | Liga | Pos. | Copa de Austria  | Supercopa | Competiciones europeas    | Competiciones europeas |
| --------- | ----- | ---- | ---- | ---------------- | --------- | ------------------------- | ---------------------- |
| 2000-01   | 1     | ÖBL  | 1.º  | Runner-up        |           | 3 Copa Korać              | R1                     |
| 2001-02   | 1     | ÖBL  | 1.º  | Finalista        |           |                           |                        |
| 2002-03   | 1     | ÖBL  | 1.º  | Semifinalista    | Campeón   |                           |                        |
| 2003-04   | 1     | ÖBL  | 1.º  | Semifinalista    | Campeón   | 2 Copa ULEB               | RS                     |
| 2004-05   | 1     | ÖBL  | 3.º  | Finalista        | Finalista | 2 ULEB Cup                | RS                     |
| 2005-06   | 1     | ÖBL  | 3.º  | Cuartos de final |           | 4 EuroCup Challenge       | RS                     |
| 2006-07   | 1     | ÖBL  | 5.º  | Campeón          |           |                           |                        |
| 2007-08   | 1     | ÖBL  | 5.º  | Last 16          | Finalista |                           |                        |
| 2008-09   | 1     | ÖBL  | 5.º  | Cuartos de final |           |                           |                        |
| 2009-10   | 1     | ÖBL  | 4.º  | Finalista        |           |                           |                        |
| 2010-11   | 1     | ÖBL  | 6.º  | Cuartos de final |           |                           |                        |
| 2011-12   | 1     | ÖBL  | 3.º  |                  |           |                           |                        |
| 2012-13   | 1     | ÖBL  | 4.º  | Cuartos de final |           |                           |                        |
| 2013-14   | 1     | ÖBL  | 2.º  | Campeón          |           |                           |                        |
| 2014-15   | 1     | ÖBL  | 3.º  |                  | Finalista |                           |                        |
| 2015-16   | 1     | ÖBL  | 7.º  | Semifinalista    |           |                           |                        |
| 2016-17   | 1     | ÖBL  | 1.º  | Campeón          |           |                           |                        |
| 2017-18   | 1     | ÖBL  | 1.º  | Campeón          | Campeón   | 3 Liga de Campeones       | QR1                    |
| 2017-18   | 1     | ÖBL  | 1.º  | Campeón          | Campeón   | 4 Copa Europea de la FIBA | RS                     |
| 2018-19   | 1     | ÖBL  | 1.º  | Campeón          | Campeón   | 4 Copa Europea de la FIBA | QR2                    |
| 2019-20   | 1     | ÖBL  | 3º*  | Campeón          |           |                           |                        |
| 2020-21   | 1     | ÖBL  | 1.º  | -                |           |                           |                        |
| 2021-22   | 1     | ÖBL  | 6.º  | -                |           |                           |                        |

* No se disputó debido a la pandemia de Covid-19

## Plantilla actual
|}
|}

## Palmarés
- Österreichische Basketball Bundesliga
  - Campeón (7): 2001, 2002, 2003, 2004, 2017, 2018, 2019
  - Subcampeón: 1997, 1999, 2000, 2014, 2021

- Copa de baloncesto de Austria
  - Campeón (6): 2007, 2014, 2017, 2018, 2019, 2020
  - Subcampeón: 2000, 2001, 2005, 2010

- Supercopa de baloncesto de Austria
  - Campeón (5): 2002, 2003, 2014, 2017, 2018
  - Subcampeón: 2004, 2007, 2015

- Central European Basketball League
  - Tercer puesto: 2009 (mejor puesto de un club austríaco en un torneo internacional)

## Jugadores destacados
| - Artiom Bogdanov - Thomas Csebits - Martin Kohlmaier - Filip Kramer - Moritz Lanegger - Lorenzo O'Neal - Thomas Schreiner - Jesse Seilern - Romed Vieider - Pieter Hemelaer - Mikhail Linskens - Kiril Missioutchenko - Sasa Vuleta - Corey Hallett - Mibindo Dongo - Ante Đugum - Ivan Grgat - Romain Gayet - Mantia Callender - Josua Benny Steger - Jānis Porziņģis - Tadas Petravicius | - Gijs Geerders - Seyni N'Diaye - Malik Sidibe - Mamadou Thiam - Pavel Djurkovic - Dragan Miletic - Zan Vrecko - Saša Zagorac - Jovan Torbica - La'Shard Anderson - Wayne Arnold - Ian Boylan - Eric Brown - Nicchaeus Doaks - Christian Ellis - Dave Esterkamp - Jeremy Fears - Jason Forrestal - Larry Gordon - Chad Gray - Mike Hall - Raymond Henderson | - Jon Higgins - LeVonn Jordan - Chris Jordan - Demetrius Nelson - Michael Nelson - Kevin Nelson - Maurice Pearson - Frank Phifer - Quentin Pryor - Byron Ray - Michael Schachtner - Demetrice Williams - Giovonne Woods - Jasmon Youngblood - Matt Zauner - Emir Mujcinovic - Hasan Mustafic - Ramiz Suljanovic - Damir Zeleznik - Prosper Karangwa - Brendan Graves - Wayne Mulgrave | - Curtis Robinson - Romuald Augustin - Jerome Robinson - Tilo Klette - John Szigeti - Amadou Cisse - Branimir Josipovic - Aleksandar Djuric - Branislav Jovanović - Branko Kapetanovic - Ben Baum - Mike Coffin - John Griffin - De'Teri Mayes - Sean McCaw - Kerry McIntyre - Chaz Carr - Daniel Horace - Mark Sanchez |